# Pavillon des Briars
Pavillon des Briars je budova na ostrově Svatá Helena v jižním Atlantiku, známá tím, že v ní během prvních dvou měsíců svého exilu na ostrově pobýval císař Napoleon Bonaparte. Nachází se na území distriktu Alarm Forest a od roku 1959 je ve vlastnictví Francie.

## Dějiny
Když Napoleon dorazil na Svatou Helenu, pobýval v tomto domě prvních několik týdnů. Stavbu tehdy vlastnil William Balcombe. O pobytu Napoleona u této rodiny je vyprávěno mnoho epizod, zejména v pamětech nejmladší dcery Betsy Balcombeové. Napoleonův pobyt v Briars trval od 18. října do 10. prosince 1815.
Balcombovi byli dodavateli Napoleona a dalších francouzských exulantů během jejich pobytu na ostrově v letech 1815–1818.
Pavilon následně několikrát změnil majitele až do roku 1959, kdy jej majitelka Mabel Brookesová a pravnučka Williama Balcombeho, darovala Francii.
V současné době jej spravuje Ministerstvo zahraničních věcí.